# Пепін (округ, Вісконсин)
Шаблон:StateAbbr_ 44°36′ пн. ш. 92°00′ зх. д. / 44.6° пн. ш. 92° зх. д.
 Пепін (англ. Pepin County) — округ (графство) у штаті Вісконсин. Ідентифікатор округу 55091.

## Історія
Округ утворений 1858 року.

## Демографія
За даними перепису 
2000 року 
загальне населення округу становило 7213 осіб, зокрема міського населення було , а сільського — 7213.
Серед них чоловіків — 3626, а жінок — 3587. В окрузі було 2759 домогосподарств, 1934 родин, які мешкали в 3036 будинках.
Середній розмір родини становив 3,13.
Віковий розподіл населення поданий у таблиці:
| Стать    | До 15 років | 15-21 | 22-29 | 30-39 | 40-49 | 50-65 | 65-85 | Понад 85 |
| -------- | ----------- | ----- | ----- | ----- | ----- | ----- | ----- | -------- |
| Чоловіки | 753         | 439   | 277   | 492   | 558   | 576   | 462   | 69       |
| Жінки    | 735         | 360   | 243   | 459   | 534   | 572   | 547   | 137      |

## Суміжні округи
- Данн — північ
- О-Клер — схід
- Баффало — південь
- Вобаша, Міннесота — південний захід
- Гудг'ю, Міннесота — захід
- Пієрс — північний захід

## Виноски
1. ↑  U.S. Decennial Census. United States Census Bureau. Процитовано 8 серпня 2015.
2. ↑  Historical Census Browser. University of Virginia Library. Архів оригіналу за 11 серпня 2012. Процитовано 8 серпня 2015.
3. ↑  Forstall, Richard L., ред. (27 березня 1995). Population of Counties by Decennial Census: 1900 to 1990. United States Census Bureau. Процитовано 8 серпня 2015.
4. ↑  Census 2000 PHC-T-4. Ranking Tables for Counties: 1990 and 2000 (PDF). United States Census Bureau. 2 квітня 2001. Процитовано 8 серпня 2015.
5. ↑  State & County QuickFacts. United States Census Bureau. Архів оригіналу за 6 червня 2011. Процитовано 23 січня 2014.(англ.) Наведено за англійською вікіпедією.
6. ↑  American FactFinder. Бюро перепису населення США. Архів оригіналу за 26 лютого 2012. Процитовано 31 січня 2008.

| США | Це незавершена стаття з географії США. Ви можете допомогти проєкту, виправивши або дописавши її. |